# Legió III Flavia Salutis
La Legió III Flavia Salutis (tercera legió Flàvia «de la salut o de la salvació») va ser una legió romana de la que qasi no se'n sap res, a par del que en diu la Notitia Dignitatum.
Va ser una legió comitatensis, creada per l'emperador Constanci II (337-361), juntament amb la I Flavia Pacis i la  II Flavia Virtutis, i les tres van ser creades per lluitar a la part oriental de l'Imperi Romà. Va lluitar també a l'Àfrica.